# Хаттерт
Хаттерт (нем. Hattert) — община в Германии, в земле Рейнланд-Пфальц. 
Входит в состав района Вестервальд. Подчиняется управлению Хахенбург.  Население составляет 1714 человек (на 31 декабря 2010 года). Занимает площадь 11,52 км².
Коммуна подразделяется на 5 сельских округов.

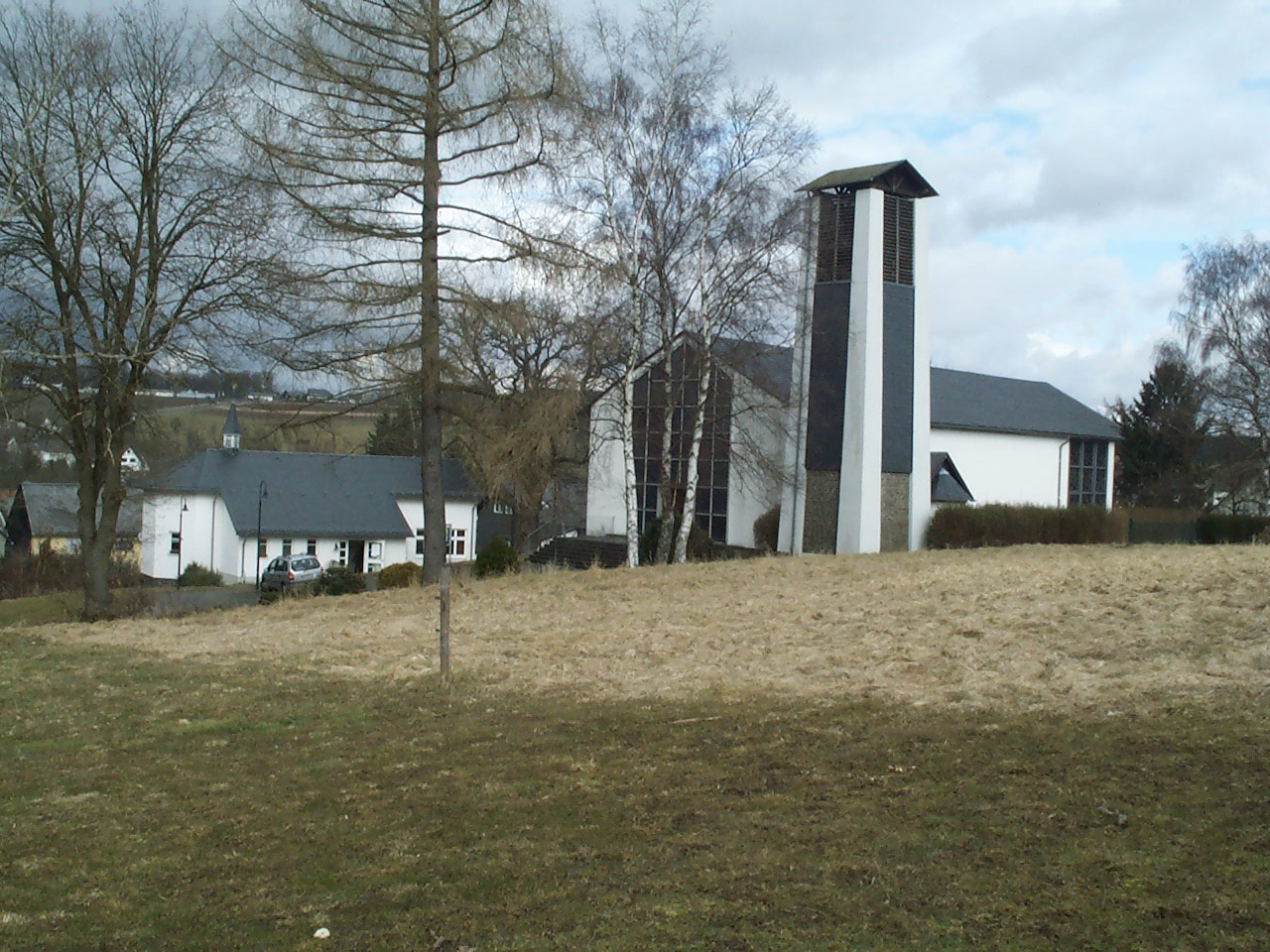
Вокзал